# 黄毛峰
黄毛峰，日本称千歲山（ちとせやま），是位在黃尾嶼（日本称久場島）的一座山峰，位置在島上的中部。黄毛峰是島上的最高峰，也是黃尾嶼的主峰，海拔高度爲117米。該山峰的中文名由中國在2012年9月命名；日文命名于1900年，由黑岩恆命名。台灣未命名。

## 脚注
1. ↑  冯学智主编. . 北京：中国政法大学出版社. 2013.03: 102–105. ISBN 978-7-5620-4628-8.
2. ↑  疏震娅，张海文著. . 北京：五洲传播出版社. 2014.11: 1–50. ISBN 978-7-5085-2902-8.
3. ↑  张耀光编. . 北京：海洋出版社. 2012.06: 126–128. ISBN 978-7-5027-8291-7.
4. ↑  国家海洋局海洋发展战略研究所课题组编著. . 北京：海洋出版社. 2013.05: 316–317. ISBN 978-7-5027-8535-2.
5. ↑  .   [2012-10-20]. （原始内容存档于2013-09-27）.